# 합천 용암서원 묘정비
합천 용암서원 묘정비(陜川 龍巖書院 廟庭碑)는 대한민국 경상남도 합천군 삼가면에 있는 조선시대의 비석이다. 2001년 12월 20일 경상남도의 문화재자료 제302호로 지정되었다.

## 개요
남명 조식(1501∼1572)의 학문과 사상을 이해하고 추모하기 위하여 그를 향사하고 있던 용암서원의 묘정에 세웠던 비석이다.
용암서원은 1576년 가회면의 회현(晦峴) 아래 세워졌다가 임진왜란 때 불탄 회산서원(晦山書院)의 후신으로, 1601년 봉산면에 세워졌던 향천서원(香川書院)이 1609년 사액되면서 얻은 명칭이다.
이 묘정비는 조선 순조 12년(1812)에 세워진 것으로 가로 80cm, 세로 180cm, 폭 25cm이다. 비의 형식은 거북 모양의 비석 받침돌 위에 태극무늬의 직사각형 비몸을 세우고 머릿돌을 얹은 모습이다. 비문은 우암 송시열(1607∼1689)이 지었고, 글씨는 당시 삼가현감(三嘉縣監) 오철상이 해서체로 썼다.
이 묘정비는 서적 이외에 용암서원의 존재를 증명하는 것으로 유일한 것으로서 용암서원에 대한 상징적인 의미가 있어 가치가 있다.

## 문화재 이전
합천 용암서원 묘정비의 원 소재지가 합천댐 공사로 인해 수몰됨에 따라 경상남도 합천군 용주면 죽죽리 184-3, 126-2로 이전하였던 것을 용암서원이 복원됨에 따라 묘정비의 원활한 관리를 위하여 용암서원 내로 이전하였다.

## 같이 보기
- 용암서원

## 참고 자료
- 합천 용암서원 묘정비 - 국가유산청 국가유산포털